# Vasteville
Vasteville is een plaats en voormalige gemeente in het Franse departement Manche in de regio Normandië. De plaats maakt deel uit van het arrondissement Cherbourg.

## Geschiedenis
Toen het kanton Beaumont-Hague op 22 maart 2015 werd opgeheven gingen de gemeenten op in het op die dag opgerichte kanton La Hague, dat verder alleen Querqueville omvatte. Op 1 januari 2017 fuseerden de gemeenten van het voormalige kanton tot de huidige commune nouvelle La Hague.

## Geografie
De oppervlakte van Vasteville bedraagt 16,7 km², de bevolkingsdichtheid is 52,5 inwoners per km².
De onderstaande kaart toont de ligging van Vasteville met de belangrijkste infrastructuur en aangrenzende gemeenten.

## Demografie
Onderstaande figuur toont het verloop van het inwonertal (bron: INSEE-tellingen).

Acqueville · Auderville · Beaumont-Hague · Biville · Branville-Hague · Digulleville · Éculleville · Flottemanville-Hague · Gréville-Hague · Herqueville · Jobourg · Landemer · Nacqueville · Omonville-la-Petite · Omonville-la-Rogue · Sainte-Croix-Hague · Saint-Germain-des-Vaux · Tonneville · Urville-Hague · Vasteville · Vauville